# ソビエト連邦最高会議議長
ソビエト連邦最高会議議長 （ソビエトれんぽうさいこうかいぎぎちょう、ロシア語: Председа́тель Верхо́вного Сове́та СССР）は、1989年から1990年まではソビエト連邦の国家元首、1990年から1991年まではソビエト連邦の立法府の長として存在した地位である。1991年9月5日にソビエト連邦の国家権力および行政機構が停止されると最高会議議長の職も実質的に消滅したが、このとき憲法は改正されなかったため、公式には1991年12月25日のソビエト連邦の崩壊まで存続した。

## 概要
最高会議議長は最高会議幹部会議長の後継にあたる地位である。1977年のソビエト連邦憲法では立法・行政府であるソビエト連邦最高会議の常設機関として最高会議幹部会が置かれ、その議長である最高会議幹部会議長が国家元首とされていた。1989年までは最高会議幹部会が国権の最高機関であり、最高会議幹部会議長の名において閣僚の任免や栄典の授与、各種政令の公布などを行っていた。
1988年末の憲法改正により「最高国家権力機関」としてソビエト連邦人民代議員大会が新設され、最高会議がその常設機関とされた。これに伴い最高会議幹部会の権限は縮小され、これに代わって人民代議員大会で選出される新設の最高会議議長が国家元首の地位を占めることとなった。
1989年3月26日に人民代議員大会選挙が実施され、5月25日に第1回会議が開催された。同日午後には最高会議議長の選出が実施され、95.6%の賛成により初代議長には最高会議幹部会議長だったミハイル・ゴルバチョフが就任した。
1990年3月12日、臨時第3回人民代議員大会が招集され、3月14日の憲法改正により国家元首たる大統領の職が新設されると、最高会議議長が有していた権限の多くは大統領に移行し、代表機関の議長としての機能に限定された。3月15日、同大会においてゴルバチョフがソビエト連邦大統領に選出されると、後任の議長選出が実施され、賛成1202票、反対608票により第一副議長であったアナトリー・ルキヤノフが議長に昇格した。

## 歴代議長
- ミハイル・ゴルバチョフ（1989年5月25日 - 1990年3月15日）
- アナトリー・ルキヤノフ（1990年3月15日 - 1991年9月4日）
- 空位（1991年9月4日 - 1991年12月26日）